# 北宋帽妖案
北宋帽妖案發生於北宋真宗天禧二年（1018年），是一宗民間目睹妖物，但最後流言卻迅速傳播遍及整個北宋主要統治區域，甚至宮廷和軍中成員都受到蠱惑動盪的事件。

## 事件
天禧二年五月二十五日是帽妖案正式浮上檯面之日，但之前已經在西京洛陽一帶醞釀數月並擴大，直到二十五日當天河陽三城節度使張旻上奏皇帝。
洛陽大面積流傳一種帽妖怪物傳聞，外型似帽但會飛，半夜會入戶吃人，家家戶戶不敢睡覺，日常生產作息和經濟受影響甚廣。宋真宗發覺事態嚴重於是下令特使調查，並查問西京知府責任，當時信奉道教的真宗還下令找大師道士開壇作法。
其實西京知府王嗣宗早已獲悉情況甚長一段時間，但其將斥為無稽之談，認為置之不理一段時間就會散去，不料事件越來越大且被外官搶先上奏，自己已經落下處事不力之罪。
北宋時商品經濟發達，人口流動較快速，且已有名為小報之類宣傳單成為民間愛好的媒體。之後數月謠言如野火燎原，在當時未受教育的一般民眾間傳開，首都開封和南京等主要北宋人口地區都陷入恐慌，家家夜不能寐，都拿武器熬夜自保，連一些京城軍中都如此。
此時一有人疑心錯看什麼物體就高聲尖叫，之後周邊鄰居跟著叫喊，再擴大至整個街區叫喊。全城夜半群叫聲此起彼落，連宮中的皇帝都耳聞，立即下旨發出重賞給舉報妖言惑眾的帶頭者，此法立竿見影有大量舉報而來，不少人被抓下獄，其中帶頭傳播妖言規模較大有三人，一是法號天賞的和尚，兩個民間算命術士張崗、耿概，此三人被立即處死，旗下的信徒幹部甚至一些聽講的群眾也都遭流放或徒刑。
迅速間，謠言開始有停止跡象。而此時南京知府王曾卻採取不一樣作法，其首先下令所謂帽妖全為胡言亂語虛構之事，之後下令夜晚城門大開，真有帽妖就讓其進來，王曾倒想親眼看看，同時派兵上街抓捕傳妖言者，南京帽妖傳聞在其做法下很快就平定也沒有幾人被抓。
央視《法律讲堂》節目探討史家論述全貌，採信此事初期為一偶發事件，飛行帽妖之形體論述在中華文明顯得突兀甚至可能是古代的目擊不明飛行物事件，但後續碰巧被當時的政治人物所利用和操作，因此為一政治事件。

## 流行文化
电视剧《清明上河图密码》部分剧情由帽妖案改编而来。